# Nokere Koerse 2009
La Nokere Koerse 2009, sessantaquattresima edizione della corsa, valida come evento dell'UCI Europe Tour 2009 categoria 1.1, si svolse il 18 marzo 2009 per un percorso di 192,9 km. Fu vinta dall'australiano Graeme Browne, che giunse al traguardo in 4h22'00" alla media di 44,176 km/h.
Furono 152 in totale i ciclisti che tagliarono il traguardo.

## Ordine d'arrivo (Top 10)
| Pos. | Corridore          | Squadra        | Tempo    |
| ---- | ------------------ | -------------- | -------- |
| 1    | Graeme Brown       | Rabobank       | 4h22'00" |
| 2    | Ben Swift          | Katusha        | s.t.     |
| 3    | Sébastien Chavanel | F. des Jeux    | s.t.     |
| 4    | Bjorn Coomans      | Palmans-Cras   | s.t.     |
| 5    | Denis Galimzjanov  | Katusha        | s.t.     |
| 6    | Maxime Vantomme    | Katusha        | s.t.     |
| 7    | Dennis Pohl        | Kuota Indeland | s.t.     |
| 8    | Michael Reihs      | Designa Køkken | s.t.     |
| 9    | Aleksej Markov     | Katusha        | s.t.     |
| 10   | Niko Eeckhout      | An Post        | s.t.     |